# Jimi Manuwa
Babajimi Abiola Manuwa, född 18 februari 1980 i Sacramento i USA, är en brittisk MMA-utövare som 2012 mellan och 2019 tävlade i organisationen Ultimate Fighting Championship.